# Ciśnienie piezometryczne

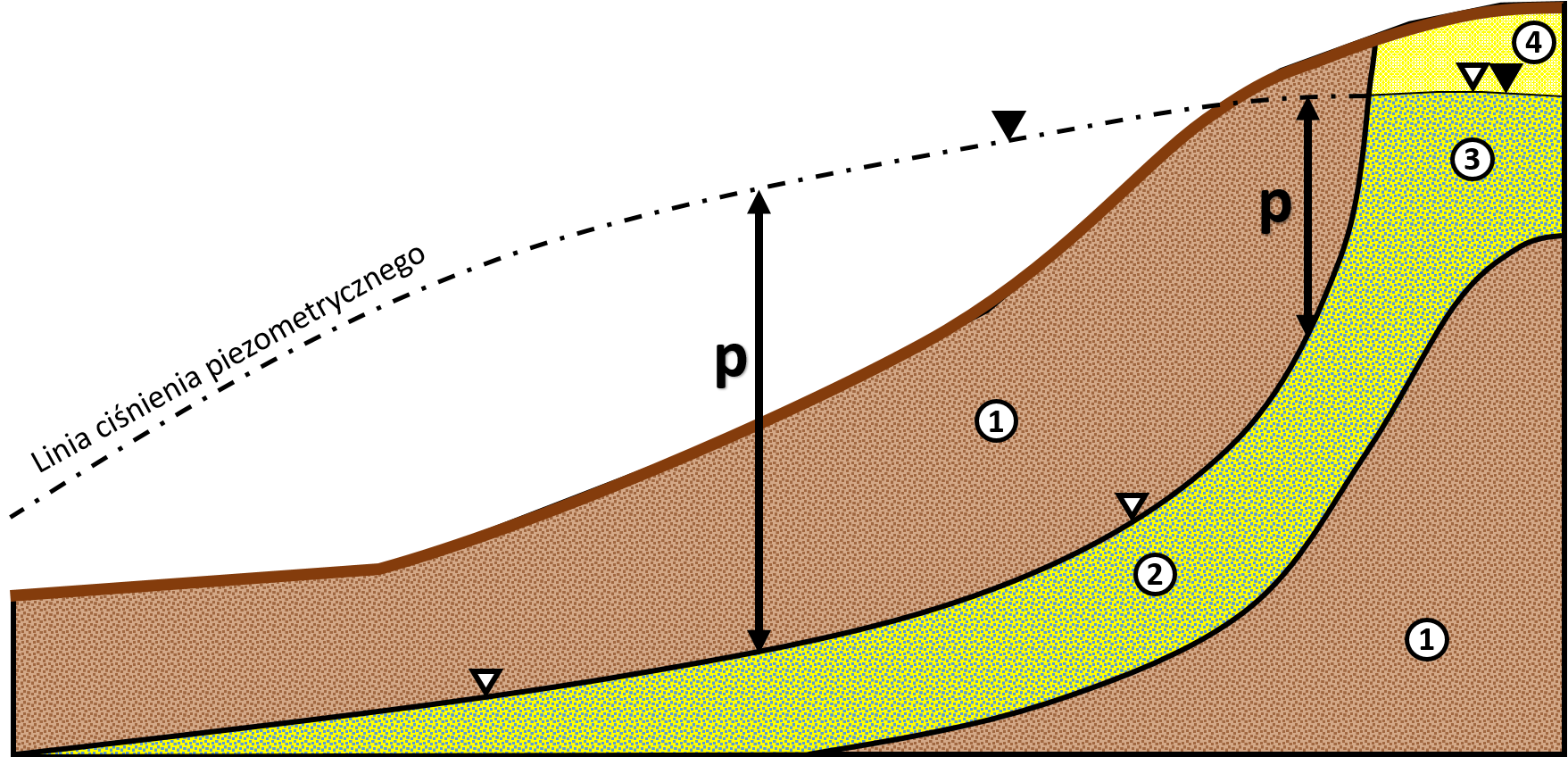
Ciśnienie piezometryczne oznaczone literą p

Ciśnienie piezometryczne – ciśnienie wywierane przez wody podziemne naporowe na nadległe warstwy skał nieprzepuszczalnych.
W normalnych warunkach woda wolna gromadzi się na spągu warstwy wodonośnej, tworząc strefę saturacji, ponad którą znajduje się strefa aeracji. Pomiędzy tymi strefami powstaje swobodne zwierciadło wód podziemnych, czyli umowna linia, na której równoważą się ciśnienie atmosferyczne i ciśnienie hydrostatyczne wody podziemnej. Można powiedzieć zatem, że wody o zwierciadle podziemnym znajdują się tylko pod ciśnieniem atmosferycznym. Jeżeli natomiast zwierciadło przykrywa warstwa skał nieprzepuszczalnych lub trudno przepuszczalnych i woda nie może się swobodnie podnosić, to woda znajduje się pod ciśnieniem znacznie wyższym od atmosferycznego i właśnie to ciśnienie nazywane jest piezometrycznym.
Wartość ciśnienia piezometrycznego odzwierciedla tzw. linia ciśnienia piezometrycznego, czyli zwierciadło piezometryczne, jest to umowna linia wyznaczająca poziom równowagi hydrostatycznej. Jeżeli zwierciadło piezometryczne wód naporowych przebiega poniżej powierzchni topograficznej, to wody te nazywa się wodami subartezyjskimi. Kiedy zaś zwierciadło przebiega ponad powierzchnią terenu, to wówczas są to wody artezyjskie. Jeżeli zostanie nawiercona warstwa wodonośna wód artezyjskich, to woda samoistnie podniesie się, a ponieważ poziom równowagi znajduje się ponad powierzchnią, to woda samoistnie wypłynie.
Do pomiaru ciśnienia piezometrycznego wykorzystuje się piezometr.
Hydrologicznie ciśnienie piezometryczne można podzielić na:
- subartezyjskie – linia ciśnienia piezometrycznego poniżej powierzchni terenu;
- artezyjskie – linia ciśnienia piezometrycznego ponad powierzchnią terenu.

Do oznaczenia punktów o jednakowej wielkości ciśnienia piezometrycznego na mapie wykorzystuje się hydroizopiezy.